# Everything Is Healing Nicely
EIHN (Everything Is Healing Nicely) je album Franka Zappy, posmrtně vydané v Zappa Family Trust v prosinci 1999 u příležitosti Zappových nedožitých 59. narozenin.

## Seznam skladeb
| Pořadí         | Název                                    | Délka |
| -------------- | ---------------------------------------- | ----- |
| 1.             | Library Card                             | 7:42  |
| 2.             | This Is a Test                           | 1:35  |
| 3.             | Jolly Good Fellow                        | 4:34  |
| 4.             | Roland's Big Event/Strat Vindaloo        | 5:56  |
| 5.             | Master Ringo                             | 3:35  |
| 6.             | T'Mershi Duween                          | 2:30  |
| 7.             | Nap Time                                 | 8:02  |
| 8.             | 9/8 Objects                              | 3:06  |
| 9.             | Naked City                               | 8:42  |
| 10.            | Whitey (Prototype)                       | 1:12  |
| 11.            | Amnerika Goes Home                       | 3:00  |
| 12.            | None of the Above (Revised & Previsited) | 8:38  |
| 13.            | Wonderful Tattoo!                        | 10:01 |
| Celková délka: | Celková délka:                           | 68:33 |